# Сначала женщины и дети

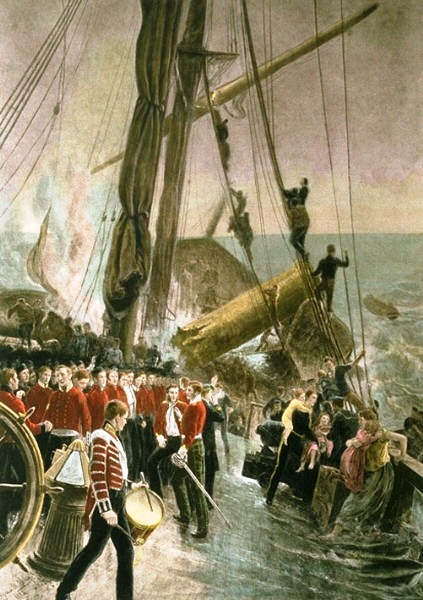
«Крушение „Беркенхеда“», иллюстрация Томаса Хими

«Сначала женщины и дети» (англ. Women and children first) (реже «Построение „Беркенхеда“», Birkenhead Drill) — историческое неписаное правило, согласно которому задача по спасению жизней женщин и детей имеет безусловный приоритет (как правило, при оставлении корабля и ограниченных спасательных ресурсах). Наибольшую известность фраза получила в связи с крушением лайнера «Титаник» в 1912 году, хотя первый известный случай использования этого принципа произошёл во время гибели судна «Беркенхед» (англ.).
В течение XIX — начала XX века корабли, как правило, не были обеспечены достаточным количеством спасательных шлюпок для всех пассажиров и членов экипажа. Это было связано с тем, что многие пассажирские суда все ещё имели парусное вооружение, а пространство на палубах было чрезвычайно ценным для использования командой и размещения пассажиров-иммигрантов (во второй половине XIX века на многих лайнерах-трансатлантиках существовал так называемый IV класс, где ехали бескаютные пассажиры, ютившиеся на твиндеках). В 1870 году, отвечая на вопрос в Палате общин Соединённого Королевства о крушении «Нормандии», Джордж Шоу-Лефевр сказал:

По мнению Торгового совета, будет невозможна погрузка стольких лодок на пароходы, ходящие между Францией и Англией, чтобы эти лодки вместили очень большое число пассажиров, которое зачастую несут суда. Они будут загромождать палубу и скорее прибавят опасности, нежели её уменьшат.
На рубеже XX века начали строить всё более крупные суда, что означало увеличение количества пассажиров на борту. Тем не менее правила безопасности относительно спасательных шлюпок оставались неизменными. Британское законодательство предписывало снабжать спасательными шлюпками лишь суда, чей тоннаж был «10 000 брутто-регистровых тонн и более». Результатом такого подхода было возникновение моральных дилемм для пассажиров и экипажа терпящего бедствия судна: чья жизнь должна быть спасена при ограниченном числе спасательных шлюпок?
Первая известная практика пропуска вперёд детей и женщин возникла на борту судна Королевского военно-морского флота Великобритании «Беркенхед» в 1852 году. Капитан корабля приказал посадить женщин и детей (20 человек) в единственную небольшую шлюпку, а мужчинам прыгать за борт. Однако основной контингент мужчин на борту составляли солдаты королевских вооружённых сил, и командовавший ими полковник, посчитав, что мужчины могут представлять опасность для благополучия шлюпки, отдал приказ выстроиться на палубе в шеренгу. Солдаты не сходили с места даже после разлома корабля на две части спустя 20 минут после кораблекрушения. В катастрофе выжило лишь 25 % мужчин, остальные утонули либо были съедены акулами. Никто из старших офицеров не спасся. Произошедший инцидент получил широкое освещение, и человеческая доблесть была увековечена в газетах и картинах того времени, воспета в стихах, таких как поэма «Солдат и матрос заодно» Редьярда Киплинга. Сэмюэль Смайлс в своей книге «Самопомощь» 1859 года описал применение принципа «сначала женщины и дети» во время осады Лакхнау, конкретная фраза появилась впервые в романе Уильяма Дугласа О’Коннора «Харрингтон: Правдивая история любви».
Однако Авдотья Панаева вспоминала, что И. С. Тургенев рассказывал ей о пожаре на пароходе, на котором он плыл из Штеттина в мае 1838 года, «причём, не потеряв присутствия духа, успокаивал плачущих женщин и ободрял их мужей, обезумевших от паники». Между тем, её знакомый, который тоже был на этом пароходе, опознал в Тургеневе того «молоденького пассажира», который «был наказан капитаном парохода за то, что он, когда спустили лодку, чтобы первых свезти с горевшего парохода женщин и детей, толкал их, желая сесть раньше всех в лодку, и надоедал всем жалобами на капитана, что тот не дозволяет ему сесть в лодку, причём жалобно восклицал: mourir si jeune! (умереть таким молодым!)». Сам Тургенев, уже будучи смертельно больным, подробно описывал этот эпизод, не выгораживая себя, но дополняя его примерами малодушия других пассажиров, в том числе некоего русского генерала, отталкивавшего женщин от лодок, и лишь мужество капитана и экипажа помогло спасению женщин, но, по словам Тургенева, при распределении мест в спасательной шлюпке возобладал сословный принцип.

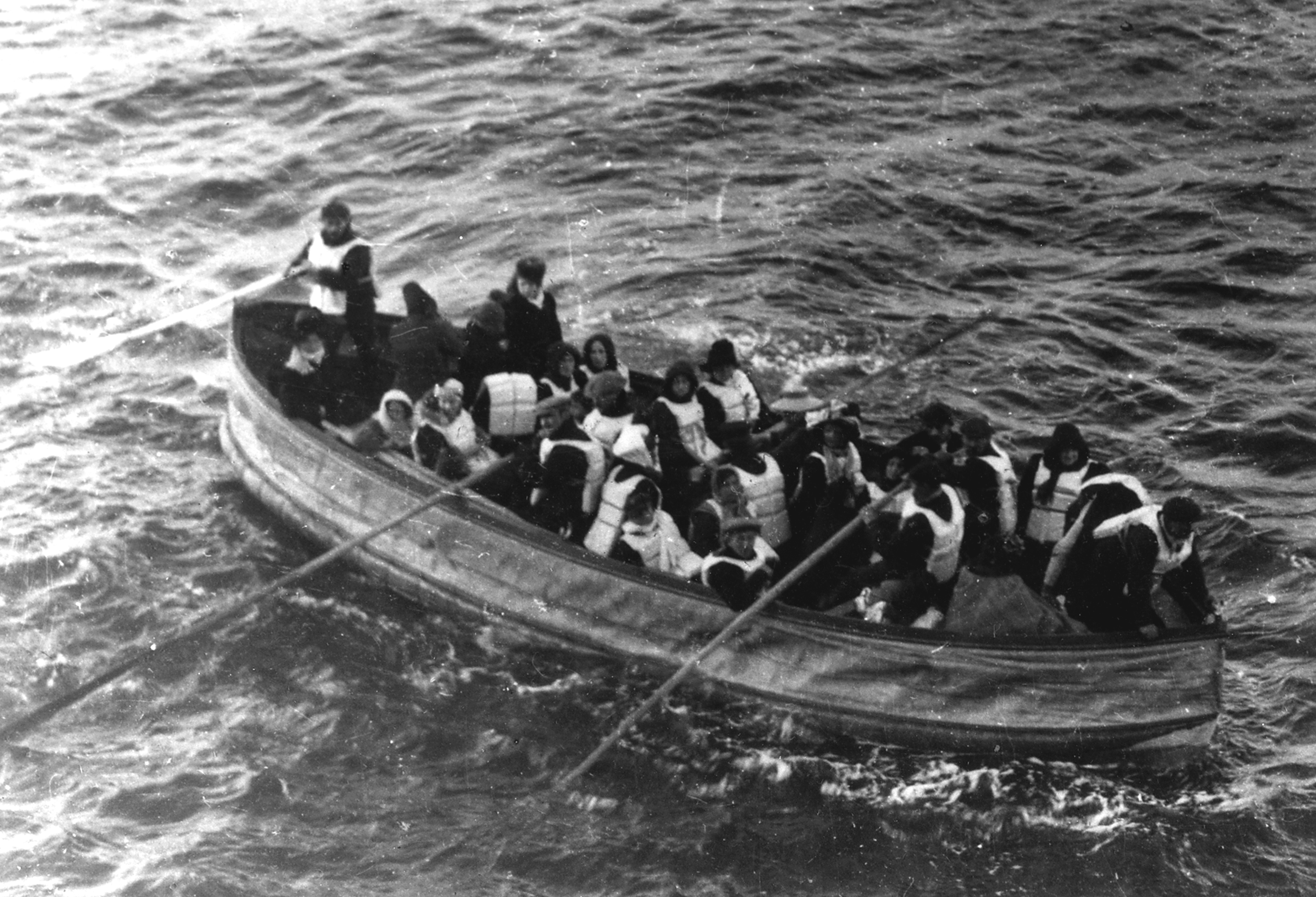
Выжившие пассажиры «Титаника» в складной спасательной шлюпке. Снимок сделан с борта «Карпатии», утро 15 апреля 1912 года

Хотя фраза никогда не была частью международного морского права, она приобрела популярность после гибели «Титаника». Следствием применения этого принципа стало спасение 74 % женщин и 52 % детей, тогда как среди мужчин выжило лишь 20 %. Офицеры «Титаника» по-разному интерпретировали приказ капитана Смита. Многие из них пытались предотвратить посадку мужчин в шлюпки, другие приказывали мужчинам (зачастую — членам экипажа) сесть в шлюпках на вёсла, тогда как третьи при отсутствии женщин и детей заполняли шлюпки оставшимися пассажирами. Многие из мужчин, кто был спасён на шлюпках, включая представителя компании «Уайт стар лайн» Джозефа Исмея, были заклеймены общественным мнением как тру́сы.
С точки зрения международного морского права, никакой правовой основы для существования подобного принципа не существует. Согласно правилам Морской международной организации, у терпящего бедствие судна есть 30 минут на загрузку в шлюпки всех пассажиров и отход на безопасное расстояние от корабля. История показывает, что применение принципа было скорее исключением, чем правилом. Исследование Уппсальского университета, опубликованное в 2012 году, показало, что историческая выживаемость взрослых мужчин при кораблекрушениях выше, нежели женщин или детей. В статье было проанализировано 18 морских катастроф, охватывающих период в полтора века с 1852 по 2011 год. То же исследование продемонстрировало, что по выживаемости члены экипажа имеют преимущество над пассажирами. Катастрофа «Титаника» является частным случаем и не даёт представления о морских традициях в целом.
Женская одежда, особенно одежда викторианской эпохи, играет свою роль в статистике выживания женщин в море. На гибнущем «Роял чартере» многие женщины продолжали одеваться на нижней палубе, вместо того чтобы подняться наверх и покинуть корабль. Громоздкие одежды также ограничивают возможность держаться на поверхности при сильном волнении на море.
Некоторые авторы утверждают, что весь принцип «сначала женщины и дети» является лишь следствием гендерного различия и может быть использован для обоснования неравенства в обычной ситуации. Британская элита использовала миф о рыцарском поведении мужчин в море, чтобы оправдать ненаделение женщин правом голоса. Согласно этой аргументации, не было никакой причины для наделения правом голоса женщин, так как мужчины и так всегда будут ставить их интересы превыше своих собственных.